# 51 Leonis
51 Leonis (m Leonis) é uma estrela na direção da Leo. Possui uma ascensão reta de 10h 46m 24.49s e uma declinação de +18° 53′ 29.8″. Sua magnitude aparente é igual a 5.50. Considerando sua distância de 178 anos-luz em relação à Terra, sua magnitude absoluta é igual a 1.81. Pertence à classe espectral K3III.